# Polanisia tenuifolia
Polanisia tenuifolia är en paradisblomsterväxtart som beskrevs av Le Conte, John Torrey och Gray. Polanisia tenuifolia ingår i släktet morrhårsblomstersläktet, och familjen paradisblomsterväxter. Inga underarter finns listade i Catalogue of Life.